# Christina van Saksen (1461-1521)
Christina van Saksen (Torgau, 25 december 1461 – Odense, 8 december 1521) was een dochter van Ernst van Saksen en van Elisabeth van Beieren-München. In 1478 huwde zij met de toekomstige koning Johan van Denemarken, Noorwegen en Zweden. Tijdens de afwezigheid van haar man, werd Christina in 1500 regentes van Zweden, maar zij werd gevangengenomen tijdens een rebellie van Zweden tegen de Denen. Zij kwam pas in 1503 vrij.

## Kinderen
Christina en Johan van Denemarken hadden de volgende kinderen:
- Johann (1479-1480)
- Ernst (1480-1500)
- Christiaan (II), huwde met Isabella van Habsburg
- Jacob (1483-1566) (betwist)
- Elisabeth, huwde met Joachim I Nestor van Brandenburg.
- Franz (1497-1511)

- Gemeinsame Normdatei: 135952468
- International Standard Name Identifier: 0000 0003 8225 1139
- LIBRIS: 274983
- Virtual International Authority File: 265123217